# 安田武雄
安田 武雄（やすだ たけお、1889年（明治22年）1月16日 - 1964年（昭和39年）8月23日）は、日本陸軍の軍人。最終階級は陸軍中将。

## 経歴
岡山県出身。安田重朝の三男として生まれる。済美学校、大阪陸軍地方幼年学校、中央幼年学校を経て、1909年（明治42年）5月、陸軍士官学校（21期）を卒業。同年12月、工兵少尉に任官し気球隊付となる。1912年（大正元年）11月、陸軍砲工学校高等科（18期）を優等で卒業。電信隊付などを経て、1913年（大正2年）9月、帝国大学理工学部陸軍派遣学生として東京帝国大学工学部電気科に入学し、1916年（大正5年）7月に卒業した。
支那駐屯軍司令部付、電信連隊中隊長、砲工学校教官、教育総監部付、ドイツ駐在、電信第1連隊付兼砲工学校教官、陸軍通信学校研究部主事、関東軍特務部員、通信学校研究部主事、陸軍省軍務局防備課長、兵務局防備課長などを歴任し、1937年（昭和12年）3月、陸軍少将に進級。
陸軍航空技術研究所付、陸軍航空本部第2部長、兼大本営野戦航空兵器長官、航空技術研究所長などを経て、1939年（昭和14年）8月、陸軍中将となった。1940年（昭和15年）航空技術研究所長時にウラン235が核分裂する時に大きなエネルギーを放出することを知って爆弾に応用することを着想し、1941年に陸軍が理化学研究所に原子爆弾の開発を委託するきっかけとなった。第1航空軍司令官を務めた後、航空総監兼航空本部長となるが、1944年（昭和19年）3月、陸軍内で提案されていた特攻作戦（体当たり攻撃）に異を唱えた為、東條英機首相によって更迭され、後任に後宮淳大将が任命され、同年末に企画は実行に移された。他に多摩陸軍技術研究所長、軍事参議官兼多摩技術研究所長などを勤め、終戦時には第1航空軍司令官として首都防衛の任を担っていた。1945年（昭和20年）12月、予備役に編入された。1947年（昭和22年）11月28日、公職追放仮指定を受けた。
1955年（昭和30年）9月24日、防衛庁顧問に就任している。

## 家族
- 父・安田重朝 - 第13憲兵隊長陸軍憲兵少佐[9]
- 妹・節子（1895年生） - 清水組土木部工事長・太田稔の妻。日本女子大学家政科卒。夫の弟に太田収。[10]

## 栄典
- 1910年（明治43年）2月21日 - 正八位[11]
- 1913年（大正2年）4月21日 - 従七位[12]
- 1918年（大正7年）5月20日 - 正七位[13]
- 1923年（大正12年）7月31日 - 従六位[14]
- 1928年（昭和3年）9月1日 - 正六位[15]
- 1932年（昭和7年）9月1日 - 従五位[16]
- 1937年（昭和12年）5月1日 - 正五位[17]